# Farol de Câmara de Lobos
De Farol de Câmara de Lobos is een vuurtoren op het Portugese eiland Madeira. Hij staat aan de zuidkust van het eiland bij de plaats Ribeira Brava op een havendam aan de westkant van het haventje van Câmara de Lobos.
De vuurtoren heeft een vierkante plattegrond en is wit van kleur. Hij werd gebouwd in 1937.
Câmara de Lobos · Ilhéu Chão · Ilhéu de Cima · Ilhéu de Ferro · Ponta da Agulha · Ponta do Pargo · Ponta de São Jorge · Ponta de São Lourenço · Porto Moniz · Ribeira Brava · Selvagem Grande · Selvagem Pequena